# Saint-Griède
Saint-Griède är en kommun i departementet Gers i regionen Occitanien i sydvästra Frankrike. Kommunen ligger i kantonen Nogaro som tillhör arrondissementet Condom. År 2022 hade Saint-Griède 141 invånare.

## Befolkningsutveckling
Antalet invånare i kommunen Saint-Griède
Referens:INSEE